# Distretto di Shawan
Il distretto di Shawan (沙湾区S, Shāwān QūP) è un distretto della Cina, situato nella provincia di Sichuan e amministrato dalla prefettura di Leshan.